# Lugarde
Lugarde település Franciaországban, Cantal megyében. Lakosainak száma 119 fő (2022. január 1.). Lugarde Condat, Marcenat, Marchastel, Saint-Amandin, Saint-Bonnet-de-Condat és Saint-Saturnin községekkel határos.

## Népesség
A település népességének változása:
| Lakosok száma | 512  | 333  | 219  | 162  | 156  | 149  | 145  | 130  | 122  | 119  |
|               | 1968 | 1982 | 1990 | 2006 | 2013 | 2015 | 2017 | 2019 | 2020 | 2022 |